# Liriomyza freidbergi
Liriomyza freidbergi är en tvåvingeart som beskrevs av Spencer 1974. Liriomyza freidbergi ingår i släktet Liriomyza och familjen minerarflugor.
Artens utbredningsområde är Israel. Inga underarter finns listade i Catalogue of Life.